# Дренково
Дренково (болг. Дренково) — село в Благоевградской области Болгарии. Входит в состав общины Благоевград. Находится примерно в 12 км к западу от центра города Благоевград. По данным переписи населения 2011 года, в селе  проживал 91 человек, преобладающая национальность — болгары.

## Население
| Год     | 1934 | 1946 | 1956 | 1965 | 1975 | 1985 | 1992 | 2001 | 2011 |
| ------- | ---- | ---- | ---- | ---- | ---- | ---- | ---- | ---- | ---- |
| Жителей | 997  | 1012 | 844  | 578  | 321  | 195  | 165  | 123  | 91   |

|  |